# منتخب كوريا الشمالية لهوكي الجليد
منتخب كوريا الشمالية الوطني لهوكي الجليد هو منتخب وطني يمثل كوريا الشمالية في منافسات هوكي الجليد الدولية، بدأ منافساته في سنة 1974، نافس في بطولة العالم لهوكي الجليد 18 مرة، ونافس في الألعاب الآسيوية الشتوية 3 مرات، يحتل حالياً التصنيف الحادي والأربعين على العالم.